# 希腊宪法
《希腊宪法》（希臘語：Σύνταγμα）是希臘共和國的宪法，現行版本於1975年颁布。该宪法在1986年、2001年、2008年及2019年经过4次较大的修订。

## 主要内容
希腊宪法共120条，分为4大部分：
- 第1部分（1-3条）：为基本条款。主要陈述希腊的政体为共和国，以及东正教在希腊的地位。
- 第2部分（4-25条）：个人权利与社会权利。
- 第3部分（26-105条）：国家的组织及职能。
- 第4部分（105-120条）：特别条款、最后条款和过渡性条款 。

## 宪法历史
- 现代希腊宪法始自希腊独立战争时期。